# Лодензе
Мы́за Ло́дензе  (нем. Lodensee), также мы́за Кло́ога (эст. Klooga mõis) — рыцарская мыза на севере Эстонии в волости Кейла уезда Харьюмаа. Согласно историческому административному делению, относилась к приходу Кейла.

## История
У упомянутой впервые в 1504 году мызы уже тогда видимо были каменные постройки. Центр мызы находится на высоком восточном берегу озера Клоога и на эстонском языке известен как замок Лодиярве (дословно «замок озера Лоде»), что является прямым переводом с немецкого языка.
В XVI веке мыза принадлежала семье Ниероде (нем. Nieroth). В начале XVII века — дворянским семействам Лон (Lohn), Хейдеманн (Heydemann) и Вартманн (Wartmann).
В 1665 году мызу приобрёл Ганс Клюген (нем. Hans Klugen), от имени которого происходит эстонское название мызы. Мыза оставалась собственностью семьи фон Клюген долгое время.
На военно-топографических картах Российской империи (1846–1863 годы), в состав которой входила Эстляндская губерния, мыза обозначена как мз. Лодензе.
До национализации в 1919 году владельцем мызы был Аксель фон Крузенштерн (нем. Axel von Krusenstern).

## Мызный комплекс
Главное здание мызы (господский особняк) — это постройка в стиле раннего классицизма с выступающими крыльями. Здание было построено в 1794 году, и при этом, по всей вероятности, было перестроено более позднее строение.
К концу XIX века был сформирован представительный усадебный комплекс со множественными дополнительными постройками которые находились вблизи от главного здания. С заднего фасада и правого крыла здания открывался живописный вид на озеро Клоога.
После Второй мировой войны мыза находилась во владении Советской армии. После отбытия военных в 1992 году была разрушена крыша главного здания, и оно превратилось в руины. Разваленными оказались и немногочисленные дополнительные постройки.
В настоящее время мыза находится в частном владении. У главного здания возведена новая крыша.